# Нероберг
Нероберг (нем. Neroberg, ранее Эрсберг) — возвышенность в Висбадене в земле Гессен (Германия), расположенная на высоте 245 м над уровнем моря. Отсюда открывается панорамный вид на город, до Нероберга можно добраться из парка Нероталанлаген по исторической канатной дороге Неробергбан. Нынешнее название «Нероберг» возникло в XIX веке как отсылка на римское прошлое города.
Здесь находятся русская православная церковь Гроба Господня и русское кладбище (1856).

## Географическое положение

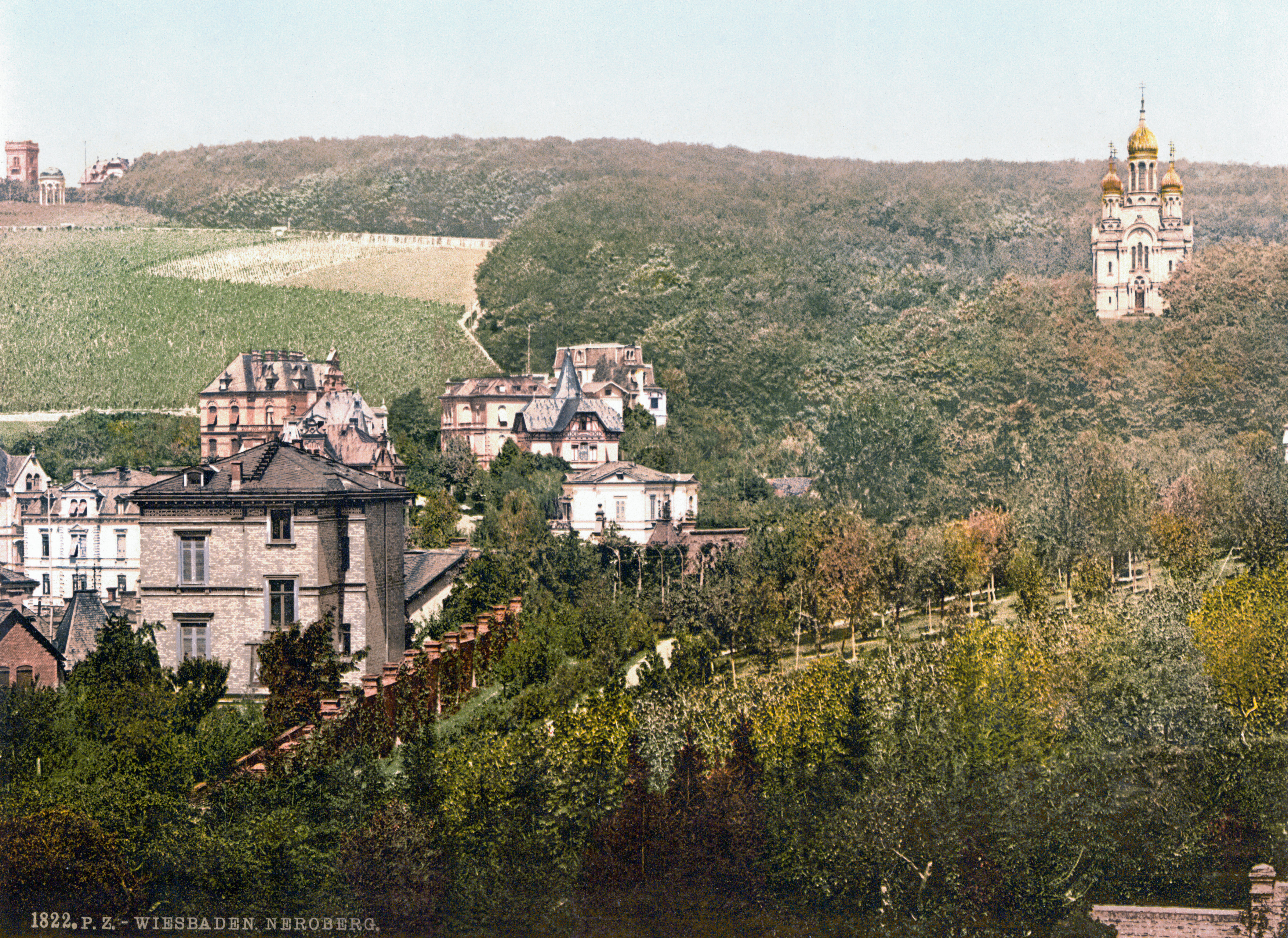
Нероберг. 1900 год

Нероберг — территория к югу от Высокого Таунуса, расположенная между долинами рек Шварцбах на западе и Дамбах на востоке, которые впадают в Зальцбах, а затем в Рейн через канализационную систему Висбадена. Расположен на северной окраине центра города, выходит на Шлоссплац. Долины и большая часть хребта покрыты лесом, вершина и верхний южный склон заняты парком, ниже — виноградники в крутой части южного склона. У подножия склона расположены три ряда домов зажиточных людей — Нероталь (Nerotal).

## Русская Церковь
Издалека видна Русская Православная Церковь, которую герцог Нассау Адольф (1847—1855) построил в русско-византийском стиле как храм Гроба Господня для своей покойной жены Елизаветы Михайловны, племянницы царей Александра I и Николая I. Её пять позолоченных куполов находятся на русском православном кладбище 1856 года, где похоронено много людей, живших в городе, когда он ещё был курортом с мировым именем. Самый известный человек, похороненный здесь, — художник Алексей фон Явленский (1865—1941).

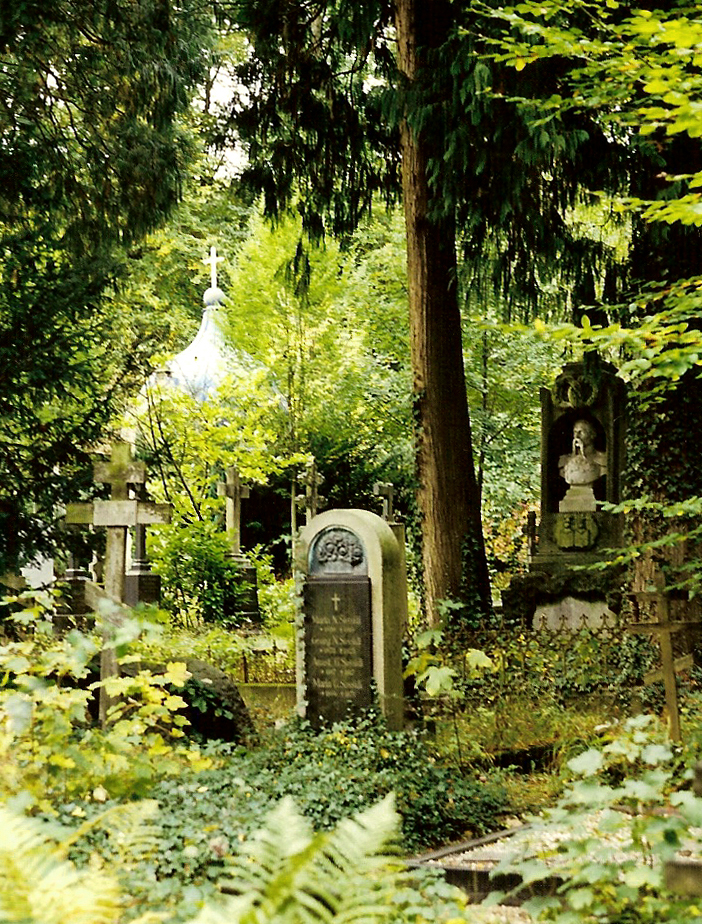
Нероберг. Русское кладбище

## Неробергбан
На Нероберг с 1888 года можно попасть на Неробергском фуникулёре, отправляющегося из Нероталя.
Канатная дорога движется со скоростью около 7,3 км/ч и регулируется ручным тормозом, который действует на нижнюю стойку через зубчатое колесо. Заправочный объём цистерны изменяется в зависимости от количества пассажиров, подлежащих перевозке. На станции в долине резервуар для воды опорожняется, и вода закачивается, когда вагон направляется обратно в гору. Первоначально эти действия совершались с помощью насоса, приводимого в действие паровым двигателем, теперь электродвигателем. В целях экономии энергии насос включается только каждые три-четыре дня.
На гребне к северу от горной станции — маршрут старого водопровода к горной станции с тыла Нероберга.

## Бергпарк
На вершине Нероберга, недалеко от горной станции Неробергбан, Филипп Хоффманн в 1851 году создал небольшой горный парк (Бергпарк).

## Моноптеры-колоннады
С моноптера, разработанного Филиппом Хоффманном, открывается вид на город. Его столбы стояли вдоль Вильгельмштрассе и несли масляные лампы от старого уличного освещения. Он был отремонтирован с октября 2010 года по август 2013 года.

## Башня
В старом отеле Neroberghotel, который также был построен неподалеку в XIX веке, в 1989 году произошёл пожар. Осталась только башня, которая была отремонтирована в 1993 году и теперь в ней находится ресторан с садом.

## Терраса львов и Мемориал
Чуть ниже парка находится смотровая площадка, по бокам которой сидят два каменных льва. Они принадлежат мемориалу, воздвигнутому в 1930 году в память о погибших в Первой мировой войне 80-му стрелковому полку «фон Герсдорф» и его подразделениям, который был создан архитектором Эдмундом Фабри и скульптором Арнольдом Хенслером. С террасы открывается панорамный вид на виноградник, виллы долины Неро, город Висбаден и регион Рейнгессен.

## Дальнейшее развитие
В 2020 году был проведен конкурс архитекторов, который должен был выдвинуть первоначальные предложения по дальнейшему развитию и модернизации плато Нероберг. Победивший проект архитекторов Висбадена Цеске и партнёры (Zaeske und Partner) представляет собой филигранное здание ресторана на северной окраине леса. Этот проект будет доработан в ближайшие несколько лет, чтобы создать широкую основу для будущей модернизации.

## Места отдыха

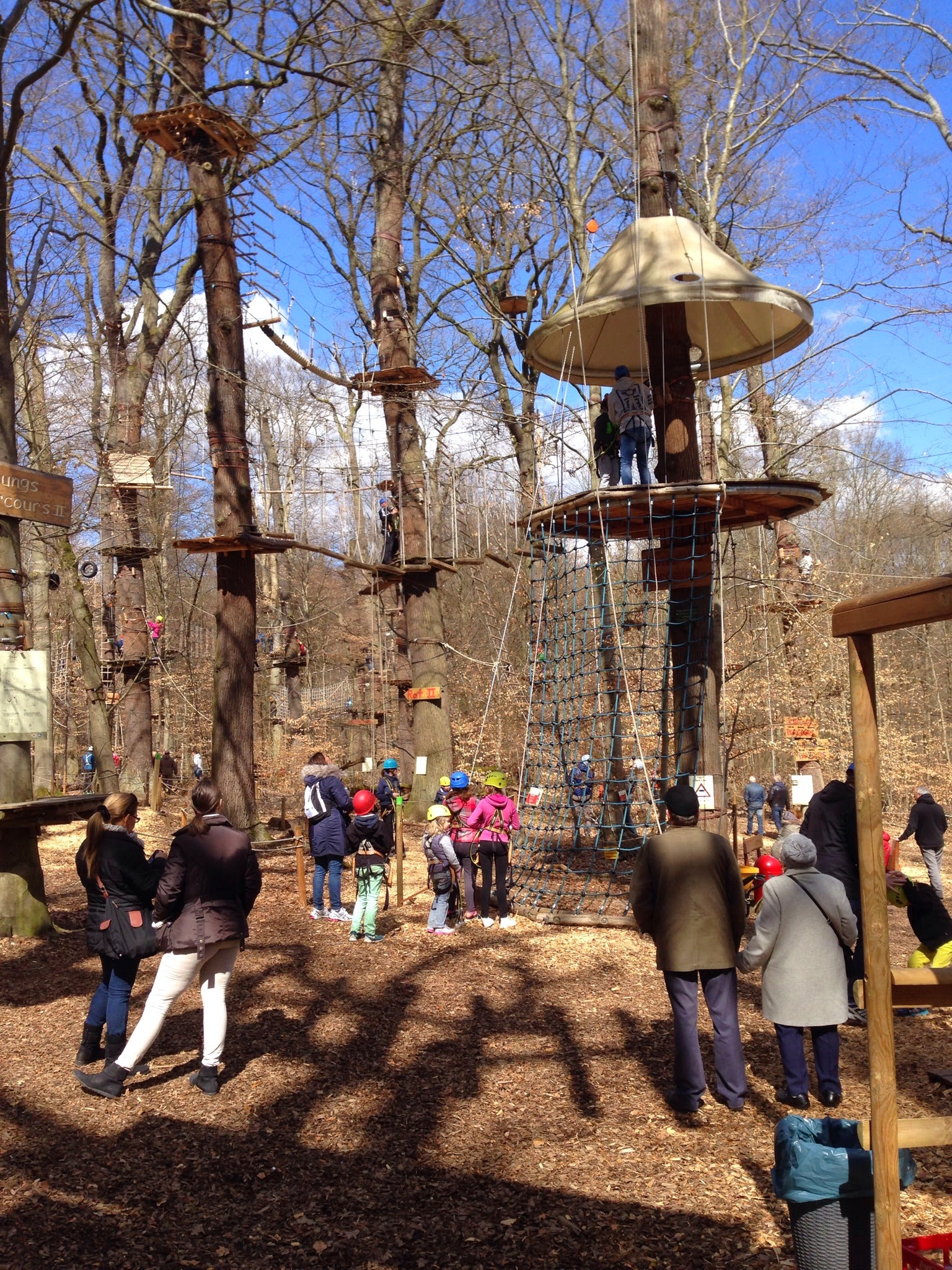
Нероберг. Альпинистский лес

- Рядом с башней находится «бассейн впечатлений», в котором, помимо прочего, летом действует «Висбаденский импровизированный театр-лето» с ансамблем импровизационного театра «Без ответственности за гардероб».
- В лесу за водоемом с июня 2006 года находится лес для скалолазания Нероберг. Веревочный парк с примерно 80 альпинистскими элементами размещен среди деревьев. Альпинистский лес Нероберг состоит из нескольких маршрутов разной высоты и разной степени сложности.
- Бассейн Опельбад между Бергпарком и Русской церковью, построенный австрийским архитектором Францем Шустером, является одним из самых красивых открытых бассейнов в Германии, прежде всего из-за своего местоположения. Его подарил Вильгельм фон Опель в 1934 году.

## Виноградарство
Виноградник Wiesbadener Neroberg площадью 4,1 га расположен на южном склоне ниже террасы и бассейна Опель (Opel). Здесь разводят исключительно сорт винограда Рислинг. Здешние вина описываются как «фруктовые и пряные с пикантной кислинкой». Виноградник Нероберга вместе с пригородами Висбадена Дотцхайм (Dotzheim), Фрауенштан (Frauenstein), Ширштайн (Schierstein) и Костхайм (Kostheim), является частью винодельческого региона Рейнгау.
Вначале, когда участок был очищен для виноградарства, он назывался «Эрсберг» («Задняя гора»), XVII веке стал называться «Мерсбергом» или «Нересбергом». В 1900 году город приобрел виноградник у государственной винодельни. Ныне он управляется винодельческим хозяйством Рауэнталь.
С тех пор, как Висбаден в 1968 году подарил виноградные лозы своему городу — побратиму Берлин-Кройцберг, здесь также выращивают вино под названием Кройц-Неробергер (Kreuz-Neroberger, кройц-неробергское вино).